# Balaüsta

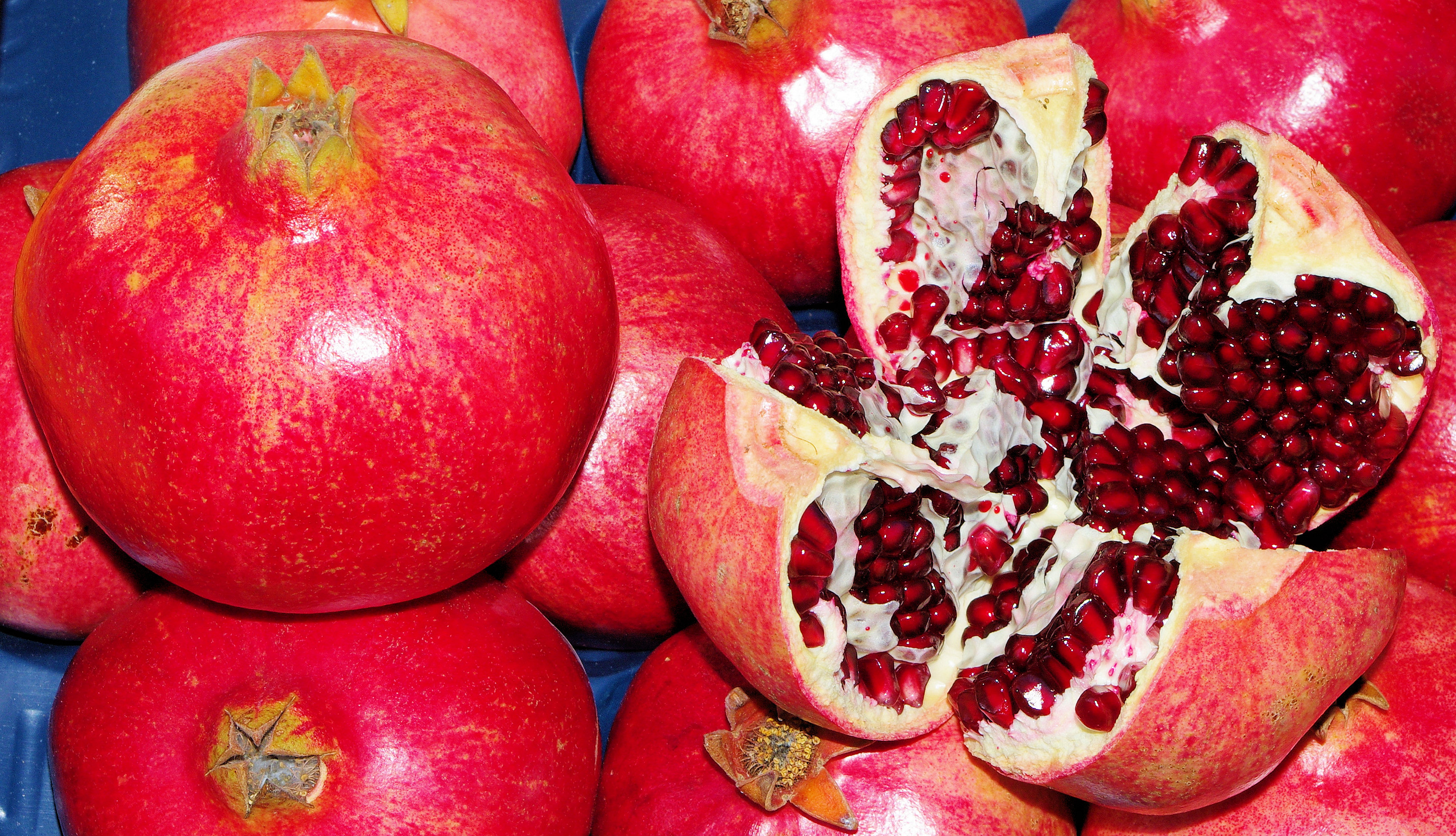
Balaüsta, fruit de la magrana

La balaüsta, balàustia o balaüstia (del lat. "balaustium", flor del magraner) és una baia modificada que prové d'un ovari ínfer, dividida en diverses seccions, amb una coberta seca i coriàcia, i el calze persistent que tanca nombrosíssimes llavors amb la part externa carnosa. Aquestes llavors produeixen una mena de gel que engrosseix el tegument de color vermell o rosa. És exclusiu de la magrana (Punica granatum) i la part comestible de la fruita està representada per les llavors.